# Mala-Kapela-Tunnel
Der Tunnel Mala Kapela (wortwörtlich „Tunnel Kleine Kapelle“) ist mit rund 5,8 km der längste Straßentunnel Kroatiens.
Er führt die A1 auf der niedrigstmöglichen Trassierung durch das Mala-Kapela-Gebirge. Das Nordportal liegt auf 562 m Seehöhe, das Südportal auf 575 m. Der höchste Punkt im Tunnel liegt auf 599,2 m. Der Abstand der Röhren untereinander beträgt 15 m. Zwischen den Tunneln gibt es sechs Querstollen für Kraftfahrzeuge (alle 840 m) sowie 14 für Fußgänger (alle 280 m).
Das durchschnittliche tägliche Verkehrsaufkommen betrug im Jahr 2008 12.107 Kraftfahrzeuge; in den Sommermonaten 28.149.  Für die Oströhre wurden insgesamt 200.000 t Beton, 19.000 t Asphalt sowie 124.000 m² Kunststoff-Isolierung verbaut.
Am 30. Mai 2009 wurde jeweils die zweite Röhre vom Tunnel Mala Kapela und vom Tunnel Sveti Rok eröffnet. Seitdem gibt es keine Staus mehr in der Touristensaison in Richtung Küste. Jetzt beträgt die maximale Fahrtgeschwindigkeit 100 km/h. Früher mit Gegenverkehr betrug sie 80 km/h.